# 圣维大理堂 (威尼斯)
圣维大理堂（Chiesa di San Vidal）是意大利威尼斯的一座罗马天主教教堂，位于圣马可区，靠近学院桥。 

## 历史

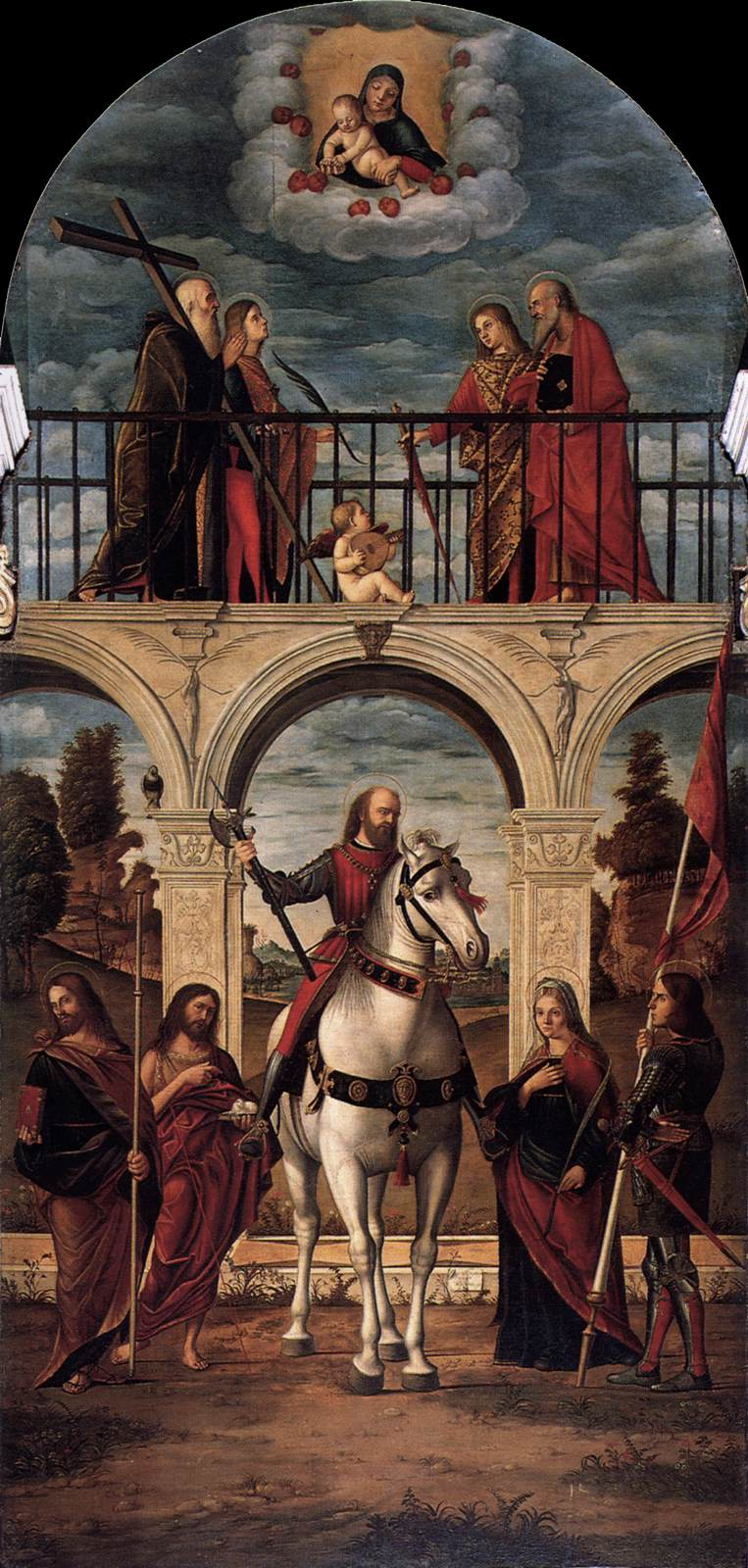
圣维大理

圣维大理堂创建于1084年，12世纪和17世纪末曾经改建。安东尼奥·加斯帕里，设计不同于罗马的奎琳岗圣安德肋堂.